# Weselina (imię)
Weselina (bułg. Веселина) – bułgarskie żeńskie imię, pochodzące od imienia Wasyl (bułg. Васил, Wasił), męska forma to Weselin.
To imię oznacza: aby była wesoła, aby weseliła swoich bliskich. Weselina obchodzi imieniny 1 stycznia w Wasilowden (Surwaki). W tym dniu w chrześcijaństwie przypada dzień świętego Bazylego Wielkiego.

## Znane osoby noszące imię Weselina
- Weselina Gerinska (1938) – bułgarska scenarzystka i reżyserka
- Weselina Kacarowa (1965) – bułgarska śpiewaczka operowa
- Weselina Kanalewa (1947–2015) – bułgarska muzykantka, muzyczny pedagog, dyrygentka chóralna
- Weselina Petrakiewa (1975) – bułgarska radio- i telewizyjna dziennikarka
- Weselina Pyrszorowa – bułgarska tłumaczka
- Weselina Tomowa (1961) – bułgarska dziennikarka, główna redaktorka strony internetowej afera.bg